# NGC 6025
NGC 6025 је расејано звездано јато у сазвежђу Јужни троугао које се налази на NGC листи објеката дубоког неба.
Деклинација објекта је - 60° 25' 53" а ректасцензија 16h 3m 17,7s. Привидна величина (магнитуда) објекта NGC 6025 износи 5,1. NGC 6025 је још познат и под ознакама OCL 939, ESO 136-SC14.